# FC Petrolul Ploiești
Fotbal Club Petrolul Ploiești je rumunský fotbalový klub z města Ploiești. Založen byl roku 1924 jako Juventus București. Čtyřikrát vyhrál první rumunskou ligu (1929/30 1957/58, 1958/59, 1965/66) a třikrát rumunský fotbalový pohár (1962/63, 1994/95, 2012/13). Největším mezinárodním úspěchem klubu je čtvrtfinále Veletržního poháru 1962/63.

## Historické názvy

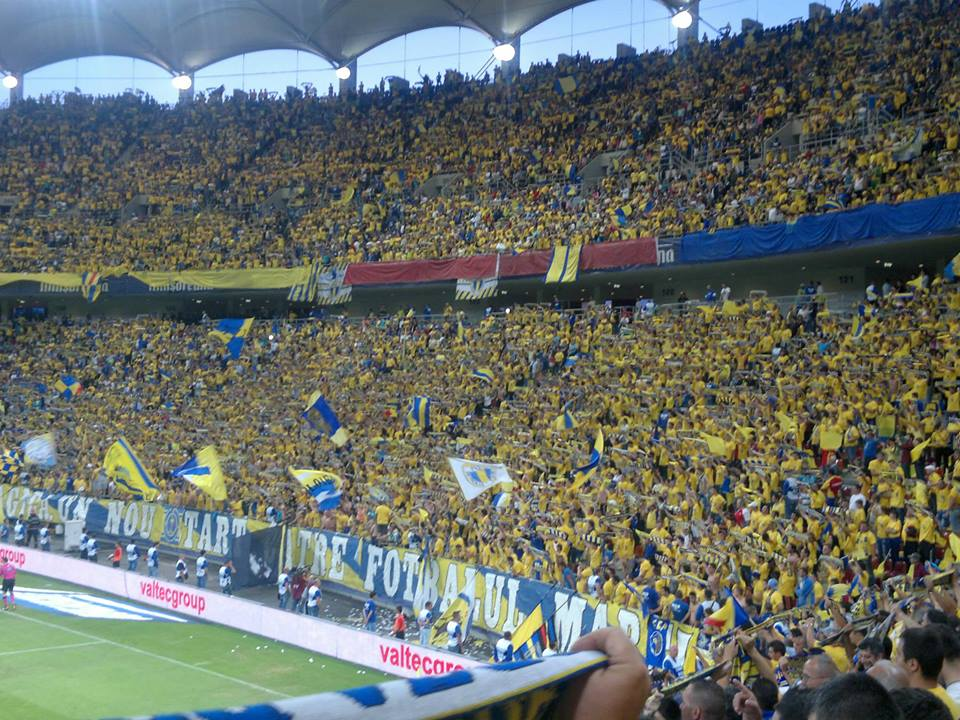
Fanoušci Petrolulu během finále rumunského poháru v Bukurešti v roce 2013

| 1952–1956 | Flacăra Ploiești     |
| 1956–1957 | Energia Ploiești     |
| 1957–1992 | FC Petrolul Ploiești |
| 1992–1993 | FC Ploiești          |
| od 1993   | FC Petrolul Ploiești |